# Calyptranthes garciae
Calyptranthes garciae är en myrtenväxtart som beskrevs av Brother Alain och M.M.Mejia. Calyptranthes garciae ingår i släktet Calyptranthes och familjen myrtenväxter. Inga underarter finns listade i Catalogue of Life.